# Peliococcus deserticola
Peliococcus deserticola är en insektsart som beskrevs av Ben-dov och Gerson in Furth et al. 1983. Peliococcus deserticola ingår i släktet Peliococcus och familjen ullsköldlöss.
Artens utbredningsområde är Israel. Inga underarter finns listade i Catalogue of Life.